# Primera División 1926 (Argentinië)
In 1926 werd het 35ste seizoen gespeeld van de Primera División, de hoogste voetbaldivisie van Argentinië. Boca Juniors werd kampioen van de AAF en Independiente van de AAmF. 

## Eindstand

### AAF
| Plaats | Club                  | Wed.           | W              | G              | V              | Saldo          | Ptn.           |
| ------ | --------------------- | -------------- | -------------- | -------------- | -------------- | -------------- | -------------- |
| 1º     | CA Boca Juniors       | 17             | 15             | 2              | 0              | 67:4           | 32             |
| 2º     | Argentinos Juniors    | 17             | 12             | 4              | 1              | 26:11          | 28             |
| 3º     | CA Huracán            | 17             | 11             | 2              | 4              | 37:8           | 24             |
| 4º     | Sportivo Balcarce     | 17             | 10             | 3              | 4              | 29:19          | 23             |
| 5º     | CA Palermo            | 17             | 10             | 3              | 4              | 28:23          | 23             |
| 6º     | Argentino de Banfield | 17             | 9              | 2              | 6              | 31:26          | 20             |
| 7º     | Chacarita Juniors     | 17             | 7              | 4              | 6              | 18:16          | 18             |
| 8º     | Argentino de Quilmes  | 17             | 8              | 2              | 7              | 25:30          | 18             |
| 9º     | San Fernando          | 17             | 8              | 1              | 8              | 21:24          | 17             |
| 10º    | Boca Alumni           | 17             | 5              | 5              | 7              | 21:18          | 15             |
| 11º    | CA Sportsman          | 17             | 5              | 5              | 7              | 17:22          | 15             |
| 12º    | CA Alvear             | 17             | 5              | 5              | 7              | 13:20          | 15             |
| 13º    | Universal             | 17             | 5              | 4              | 8              | 12:36          | 14             |
| 14º    | General San Martín    | 17             | 5              | 3              | 9              | 15:24          | 13             |
| 15º    | Sportivo Dock Sud     | 17             | 5              | 2              | 10             | 22:21          | 12             |
| 16º    | Del Plata             | 17             | 4              | 1              | 12             | 15:43          | 9              |
| 17º    | Progresista           | 17             | 4              | 0              | 13             | 19:20          | 8              |
| 18º    | CA Porteño            | 17             | 0              | 2              | 15             | 17:68          | 2              |
| -      | CA All Boys           | Teruggetrokken | Teruggetrokken | Teruggetrokken | Teruggetrokken | Teruggetrokken | Teruggetrokken |
| -      | CA Colegiales         | Teruggetrokken | Teruggetrokken | Teruggetrokken | Teruggetrokken | Teruggetrokken | Teruggetrokken |
| -      | El Porvenir           | Teruggetrokken | Teruggetrokken | Teruggetrokken | Teruggetrokken | Teruggetrokken | Teruggetrokken |
| -      | CA Nueva Chicago      | Teruggetrokken | Teruggetrokken | Teruggetrokken | Teruggetrokken | Teruggetrokken | Teruggetrokken |
| -      | Sportivo Barracas     | Teruggetrokken | Teruggetrokken | Teruggetrokken | Teruggetrokken | Teruggetrokken | Teruggetrokken |
| -      | CA Temperley          | Teruggetrokken | Teruggetrokken | Teruggetrokken | Teruggetrokken | Teruggetrokken | Teruggetrokken |

|  | Kampioen |

#### Topschutter
| Speler              | Speler         | Goals | Club         |
| ------------------- | -------------- | ----- | ------------ |
| Vlag van Argentinië | Roberto Cherro | 22    | Boca Juniors |

### AAmF
| Plaats | Club                        | Wed. | W  | G  | V  | Saldo | Ptn. |
| ------ | --------------------------- | ---- | -- | -- | -- | ----- | ---- |
| 1º     | CA Independiente            | 25   | 21 | 4  | 0  | 75:14 | 46   |
| 2º     | CA San Lorenzo de Almagro   | 25   | 21 | 3  | 1  | 71:21 | 45   |
| 3º     | CA Platense                 | 25   | 16 | 5  | 4  | 41:18 | 37   |
| 4º     | Racing Club de Avellaneda   | 25   | 16 | 2  | 7  | 51:36 | 34   |
| 5º     | Gimnasia y Esgrima La Plata | 25   | 13 | 7  | 5  | 41:27 | 33   |
| 6º     | CA Lanús                    | 25   | 13 | 7  | 5  | 38:28 | 33   |
| 7º     | CA Vélez Sarsfield          | 25   | 10 | 11 | 4  | 38:27 | 31   |
| 8º     | Club Sportivo Palermo       | 25   | 14 | 3  | 8  | 51:38 | 31   |
| 9º     | Quilmes                     | 25   | 13 | 3  | 9  | 46:22 | 29   |
| 10º    | Sportivo Almagro            | 25   | 12 | 4  | 9  | 26:25 | 28   |
| 11º    | CA River Plate              | 25   | 10 | 4  | 11 | 32:24 | 24   |
| 12º    | Defensores de Belgrano      | 25   | 10 | 4  | 11 | 24:32 | 24   |
| 13º    | CA Tigre                    | 25   | 7  | 8  | 10 | 32:36 | 22   |
| 14º    | CA Talleres                 | 25   | 10 | 2  | 13 | 28:36 | 22   |
| 15º    | Estudiantes La Plata        | 25   | 8  | 5  | 12 | 37:35 | 21   |
| 16º    | Club Ferro Carril Oeste     | 25   | 7  | 6  | 12 | 28:37 | 20   |
| 17º    | CA Barracas Central         | 25   | 7  | 5  | 13 | 31:42 | 19   |
| 18º    | Estudiantil Porteño         | 25   | 5  | 9  | 11 | 25:38 | 19   |
| 19º    | Sportivo Buenos Aires       | 25   | 7  | 5  | 13 | 24:39 | 19   |
| 20º    | CA Excursionistas           | 25   | 6  | 7  | 12 | 23:43 | 19   |
| 21º    | CA Banfield                 | 25   | 5  | 9  | 11 | 16:37 | 19   |
| 22º    | CA San Isidro               | 25   | 8  | 2  | 15 | 32:46 | 18   |
| 23º    | Liberal Argentino           | 25   | 7  | 4  | 14 | 21:37 | 18   |
| 24º    | Estudiantes Buenos Aires    | 25   | 6  | 5  | 14 | 22:45 | 17   |
| 25º    | Argentino del Sud           | 25   | 5  | 4  | 16 | 22:56 | 14   |
| 26º    | CA Atlanta                  | 25   | 1  | 6  | 18 | 22:58 | 8    |

|  | Kampioen |

#### Topschutter
| Speler              | Speler        | Goals | Club          |
| ------------------- | ------------- | ----- | ------------- |
| Vlag van Argentinië | Manuel Seoane | 29    | Independiente |